# BCS-elmélet
A BCS-elméletet, a szupravezetők mikroszkopikus leírását Bardeen, Cooper és Schrieffer alkotta meg 1957-ben.
A BCS-elméletnek megfelelően a szupravezető elektronok párokba rendeződnek, ezek az ún. Cooper-párok: két elektron között a kristályráccsal történő kölcsönhatás következtében vonzóerő lép fel. Nagyon alacsony hőmérsékleten (T<Tc) az ionok alacsony termikus rezgése miatt a rács képes nagyobb vonzóerőt létrehozni a szupravezető elektron-pár tagjai között, mint az elektronok közötti taszító hatás. Az elektronok koherencia hossza kb. 10-6-10-5 m. (>>10-10 m, ami a rácsállandó nagysága)
Az elmélet szerint a szupravezető áram az elektronpárok mozgásából adódik, ezért az ionrács fontos szerepet játszik a vezetésben. Az elméletet a következő kísérleti tapasztalat támasztja alá: a fémes szupravezetők normál állapotban rossz vezetők. A rossz vezetés a viszonylag erős elektron-ionrács kölcsönhatásával magyarázható. Másrészt viszont ez okozza az elektron-párok kialakulását is.
Az elektron-párok nem stabilak, párok válnak szét és új párok alakulnak. Minden párnak azonos impulzusa van. Elektromos mezőben ezek a párok gyorsulnak, impulzusuk változik, veszteség nélküli áram kezd folyni elektromos ellenállás nélkül.
A Cooper-párok kritikus kötési energiája fölött mindegyik pár szétválik, a szupravezető visszatér normál állapotba. (Pl. a hőmérsékletet az elméleti határ, 40 K fölé emelve, vagy nagy áramsűrűségnél.) Az elektronok veszteségmentes mozgása nem csak a rácstól való függetlenségük, de a ráccsal kölcsönös mozgásuk alapján jön létre. Ez kísérletileg is bizonyított (lásd: izotóp-effektus).
A következő feltevés is az elméletből adódik: a szupravezető elektronok ugyanabban a kvantummechanikai állapotban vannak (ez a London-elméletből is adódik). Így egy elektron kvantummechanikai jellemzője leírja az egész rendszert. Ez a felfedezés vezetett a kvantált mágneses fluxus gondolatához. A kvantált mágneses fluxus: F=2*10-15 Vs B. Deaver és F. Fairbank igazolta kísérletekkel, párhuzamosan R. Doll és M. Nabauer kísérleteivel 1961-ben. A kísérletek a BCS-elmélet helyességét igazolták.